# Eduard Hermann (Regisseur)
Eduard Hermann (* 16. August 1903 in Steinau an der Oder, Provinz Schlesien; † 25. März 1964) war ein deutscher Schauspieler, Hörspielregisseur und Hörspielsprecher.

## Leben
Schon früh kam der gebürtige Schlesier ins westfälische Münster, wo er 1921 sein Abitur machte. Danach brach er ein Musikstudium ab und nahm stattdessen ein Schauspielstudium auf. Zwischen 1923 und 1932 war er an verschiedenen Theatern in Deutschland, Österreich und der Tschechoslowakei engagiert, darunter auch bei Max Reinhardt am Deutschen Theater in Berlin, wo er sich als Charakterkomiker einen Namen machte.
Im Jahre 1925 ging er an die Westdeutsche Funkstunde AG (WEFAG) in Münster, die ein Jahr zuvor als letzte der neun bereits in Deutschland bestehenden Rundfunkanstalten ihren Betrieb aufgenommen hatte. Auch beim Nebensender in Dortmund war er zeitweise beschäftigt. Von 1934 bis 1943 war er bereits als Regisseur tätig.
Nach dem Zweiten Weltkrieg ging er 1946 zum NWDR und arbeitete anfänglich sowohl für den Hamburger als auch für den Kölner Sender. Am 1. Mai 1947 wurde er 1. Regisseur der Kölner Hörspielabteilung. Im Jahr darauf wurde Hermann auch Stellvertreter des Leiters der Hörspielabteilung.
Er führte nun bei zahlreichen Hörspielen die Regie. Am bekanntesten wurden dabei die Paul-Temple-Hörspiele des britischen Krimiautors Francis Durbridge, die er von 1949 bis 1962 in jeweils acht Teilen produzierte. Eine Ausnahme machte dabei der erste Mehrteiler unter dem Titel Paul Temple und die Affäre Gregory. Dieser wurde noch gemeinsam mit den Hamburger Kollegen in 10 Teilen hergestellt. In den 5 „Kölner Teilen“ führte Hermann und in den 5 „Hamburger Episoden“ Fritz Schröder-Jahn die Regie. Zu den häufig eingesetzten Sprechern gehörten neben René Deltgen, Annemarie Cordes, Kurt Lieck und Herbert Hennies, die immer dieselben Personen verkörperten, beispielsweise Peter René Körner, Heinz Schimmelpfennig, Heinz von Cleve und Lilly Towska. Bis auf die Affäre Gregory, die Aufnahme gilt als verschollen, sind alle Produktionen auf CD erschienen. Nach seinem Tode entstanden noch zwei weitere Mehrteiler unter der Leitung von Otto Düben, nämlich die Fälle Genf und Alex.
1951 entstand unter seiner Regie die sechsteilige Reihe Aus den Geheimakten von Scotland Yard,
in denen es um echte Kriminalfälle ging, die von der britischen Behörde bearbeitet worden sind. In allen Teilen führt Max Eckard als Erzähler durch das Geschehen.
Mehrere Produktionen haben aber auch das Thema Krieg und Nachkriegszeit zum Thema. Darunter auch das heitere englische Stück Als er wieder nach Hause kam von Alan Alexander Milne, welches in einer deutschen Bearbeitung von Lucy Millowitsch gesendet wurde.
Vor allem in den ersten Jahren war er auch immer mal wieder selbst als Sprecher zu hören.

## Hörspiele

### Als Regisseur
- 1947: Indizien – Autor: Herbert Timm
- 1947: Auf Flügeln der Morgenröte – Autor: Lance Sieveking
- 1947: Das Sanatorium des Dr. Franconi – Autor: Wilhelm Semmelroth
- 1947: Ich habe ein Verbrechen gut – Autor: Hans-Otto Grünefeldt
- 1947: Herr Bergström hat geklingelt – Autor: Peter Kottmann
- 1948: Verlobung im Club – Autor: Walter Grätzinger
- 1948: Nachtexpress D 13 – Autorin: Viktoria Mascherek
- 1948: Zimmer 324 – Autorin: Marita Rhode
- 1948: Blauer Dunst – Autor: William Faulkner
- 1948: Eine Tür fällt zu – Autorin: Erna Weißenborn
- 1948: Amor auf Urlaub – Autor: Hans Sattler
- 1948: Das Paradies – Autor: Oskar Wessel
- 1948: Das Geheimnis des Pater Brown (7 Teile) – Autor: Gilbert Keith Chesterton
- 1949: Kilometerstein 173 – Autor: Walter Gretzinger
- 1949: Mordprozeß Robert Harms – Autor: Heinz Gummersbach
- 1949: Dschungel Express – Autor: Paul Süss
- 1949: Dr. Paulus lebt noch – Autor: Johannes D. Peters
- 1949: Das Fest bei Mr. Benworth – Autor: Jürgen Gütt
- 1949: Als er wieder nach Hause kam – Autor: Alan Alexander Milne
- 1949: … und wir müssen zufrieden sein – Autor: John Millington Synge
- 1949: Paul Temple und die Affaire Gregory (Regie zusammen mit Fritz Schröder-Jahn) (5 Folgen (alle ungeraden)) – Autor: Francis Durbridge
- 1950: Der Andere – Autor: Paul Lindau
- 1950: Der Prozeß Martin Ooms – Autor: Heinz Vollmer
- 1950: Das Vermächtnis – Autorin: Virginia Woolf
- 1950: Fische im Netz – Autor: Roderick Wilkinson
- 1950: Frau Popescu – Autor: Albert Bopsler
- 1950: Die Nervenprobe – Autor: Edgar Allan Poe
- 1950: Die offene Tür – Autor: Alfred Sutro
- 1950: Feindliche Heimat – Autor: Herbert Reinecker
- 1950: St. Nikolaus in Not – Autor: Felix Timmermans
- 1950: Die Fünfte – Autor: Walter Mayer
- 1951: Morgen mußt du antworten – Autor: Herbert Reinecker
- 1951: Kalif Storch – Autor: Wilhelm Hauff
- 1951: Die Bahnsteige sind leer (3 Teile) – Autor: Johannes D. Peters
- 1951: Aus den Geheimakten von Scotland Yard  (6 Teile)
- 1951: Die Verschwörung – Autor: Herbert Reinecker
- 1951: Der Unbekannte von Collegno – Autor: Walther Franke
- 1951: Paul Temple und der Fall Curzon (8 Teile) – Autor: Francis Durbridge
- 1952: … und wenn man dabei vor die Hunde geht – Autor: Jürgen Gütt
- 1952: Jeden Morgen wird es morgen – Autor: Alfred Erich Sistig
- 1952: Der Feind – Autor: Pearl S. Buck
- 1952: Das vergnügliche Leben der Doktorin Löhnefink – Autor: Konrad Beste
- 1952: Der Weg in die Hölle – Autor: Peter Cheyney
- 1952: Wehe dem, der nichts geleistet hat – Autor: Rudolf Oswald Diehl
- 1952: Die Geschichte des Askid Thorgilsson – Autor: Ernst Rottluff
- 1952: Der Brückenbauer – Autor: Alfred Sutro
- 1952: Eheliches Spiel (auch Sprecher) – Autor: Jean de La Varende
- 1952: Die sagenhafte Geschichte des Hengstes Godolphin Arabian – Autorin: Marguerite Henry
- 1952: Der Menschenfreund – Autor: Arkadij T. Avercenko
- 1952: Bube ist Trumpf – Autor: Peter Cheyney
- 1952: Die Sinne täuschen Herrn Redoux – Autor: Auguste de Villiers de L’Isle-Adam
- 1953: Der Bär – Autor: Anton Tschechow
- 1953: Neues aus Schilda; 5. Folge: Das Loch in der Gerechtigkeit – Autor: Otto C. S. Bielen
- 1953: Paul Temple und der Fall Vandyke (8 Teile) – Autor: Francis Durbridge
- 1953: Sie klopfen noch immer – Autor: Emil Gurdan
- 1954: Kampf gegen den Tod (11. und 12. Folge) – Autor: Peter Lotar
- 1954: Kaspar Hauser – Autor: Kurd E. Heyne
- 1954: Gefundenes Geld – Autor: Ernst Bohnen
- 1954: Hier passiert ja nie etwas – Autor: Nathaniel Hawthorne
- 1954: Paul Temple und der Fall Jonathan (8 Teile) – Autor: Francis Durbridge
- 1954: Der Durchbruch – Autor: Bruno Gluchowski
- 1954: Neues aus Schilda; Folge: Kleiner Hund, was tun? – Autor: Otto C. S. Bielen
- 1955: Ein Ding taucht auf – Autoren: Jacques Perret; Jean Forest
- 1955: Alle unter einem Hut – Autor: Carl Stefan
- 1955: Finale letzter Akt – Autor: Kurd E. Heyne
- 1956: Paul Temple und der Fall Madison (8 Teile) – Autor: Francis Durbridge
- 1956: Die jungen Herren – Autor: Paul Géraldy
- 1956: Der Silberstrahl (Hörspiel um Sherlock Holmes) – Autor: Arthur Conan Doyle
- 1956: Die Tragödie auf der Jagd – Autor: Anton Tschechow
- 1957: Paul Temple und der Fall Gilbert (8 Teile) – Autor: Francis Durbridge
- 1957: Hinter diesen Mauern – Autor: Archibald Joseph Cronin
- 1957: Es geschah in … Frankreich; Folge: Der König von Uranien – Autor: Dieter Rohkohl
- 1957: Christgeburt – Autoren: Karlheinz Gutheim; Wilhelm Reinking
- 1958: Paul Temple und der Fall Lawrence (8 Teile) – Autor: Francis Durbridge
- 1959: Das Spiel von der Auferstehung des Herrn – Autor: Walter Braunfels
- 1959: Paul Temple und der Fall Spencer (8 Teile) – Autor: Francis Durbridge
- 1961: Paul Temple und der Fall Conrad (8 Teile) – Autor: Francis Durbridge
- 1962: Paul Temple und der Fall Margo (8 Teile) – Autor: Francis Durbridge

### Als Sprecher
- 1949: Der verkaufte Großvater (Ein Ostpreuße) – Regie: Wilhelm Semmelroth
- 1949: Faust II (Famulus) – Regie: Ludwig Berger
- 1952: Eheliches Spiel (Sprecher) (auch Regie)
- 1952: They never come back (Joe Jacobs) von Kurt Brumme – Regie: Hermann Pfeiffer
- 1953: Gipfelstürmer mit dem Regenschirm – Regie: Wilhelm Semmelroth
- 1953: Reporter Rex Rendal; 1. Folge: Sieben blieben übrig – Regie: Kurt Meister
- 1953: Reporter Rex Rendal; 2. Folge: Noch sechzig Sekunden Zeit – Regie: Kurt Meister
- 1953: Reporter Rex Rendal; 3. Folge: Kurswagen nach Salzburg – Regie: Kurt Meister
- 1954: Reporter Rex Rendal; 9. Folge: Lepke kapituliert (Fremder) – Regie: Kurt Meister